# Macocha

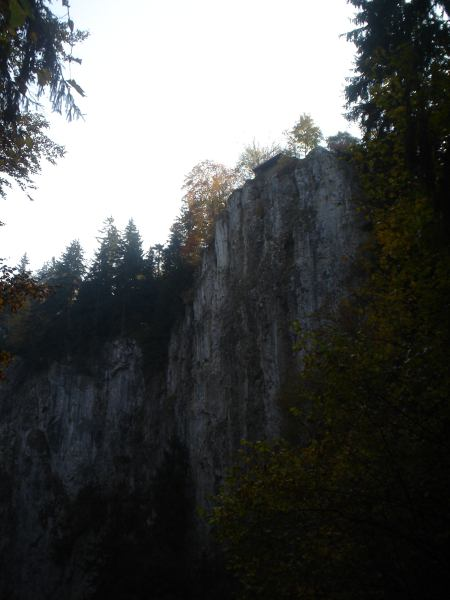
Propast Macocha na podzim

Propast Macocha je nejznámější propast v oblasti Moravského krasu a součást komplexu Punkevních jeskyní. Hloubka suché části propasti je 138,4 m, na jejím dně se nachází Horní (hloubka 11 m) a Dolní macošské jezírko (hloubka min. 50 m). Propast se nachází v katastrálním území obce Vilémovice.

## Pověst

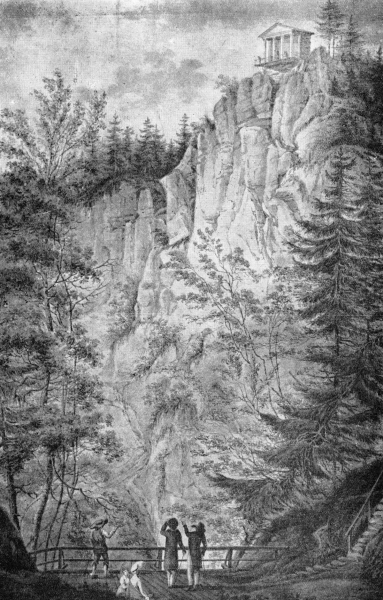
Macocha v roce 1830 dle F. Richtera

První záznam pověsti pochází z roku 1793 z pera Františka Josefa Schwoye (Topographie von Markgrafthum Mahren, Vídeň)
K názvu propasti se vztahuje pověst, podle všeho[zdroj?] založená na skutečné události: jeden místní vesničan ovdověl a zůstal sám s malým synkem. Oženil se, a tím přivedl synkovi nevlastní matku (macechu). Její averze vůči pastorkovi byla tak velká, že ho jednoho dne vylákala do lesa k propasti a shodila ho do ní. Chlapec se však zachytil nehluboko pod okrajem propasti, kde ho posléze vesničané našli a vytáhli. Když zjistili, jak se události seběhly, svrhli do propasti macechu.
Druhá pověst vypráví, že chudý otec, který měl jen synka, si vzal macechu (podle které se propast jmenuje). Macecha svého nevlastního syna nenáviděla, a proto ho shodila do propasti. Chlapec se však zachránil a utekl do vesnice. Macecha to však nevěděla a sama z lítosti nad svým činem do propasti skočila.

## Historie objevů
Poprvé se o propasti Macoše zmiňuje v písemných dokumentech řeholník zábrdovického kláštera Martin Alexander Vigsius roku 1663. Prvním člověkem, který prokazatelně sestoupil na dno Macochy, byl Lazar Schopper, pozdější provinciál řádu Minoritů na Moravě – stalo se to roku 1723. V roce 1748 Macochu zdolala z iniciativy Johanna Nagela expedice horníků, sám Nagel se však sestupu neúčastnil. Roku 1776 se konal další sestup, který vedl majitel rájeckého panství Karel Josef Salm. První vědeckou expedici na dno Macochy vedl roku 1784 Karel Rudzinský, který odsud přinesl mnoho cenných poznatků. Roku 1808 uskutečnil na dno Macochy sestup Hugo František Salm. V polovině 19. století začala éra dalších sestupů, které zahájil roku 1856 Jindřich Wankel. Roku 1855 napsal sloupský kaplan Jan Nepomuk Soukop báseň o Macoše a o tři léta později prvního cestopisného průvodce o Moravském krasu „Macocha a její okolí“. V roce 1864 zdolal Macochu další známý badatel Martin Kříž a po něm se konaly další sestupy. Zvláštním druhem sestupů na dno Macochy byly výpravy pro těla sebevrahů, které podnikali vilémovičtí občané Martin Kala a Josef Nejezchleb. Roku 1891 napsal známý krasový badatel profesor Richard Trampler monografii o Macoše.
V roce 1901 vykonal do Macochy první sestup známý krasový badatel Karel Absolon, čímž začala éra dalších objevů. Roku 1909 byly objeveny Punkevní jeskyně a roku 1914 bylo propojeno dno Macochy suchou cestou z Pustého žlebu. Cestu ponornou říčkou Punkvou se podařilo zdolat a za pomoci dynamitu zpřístupnit roku 1933.

## Vyhlídkové můstky

### Horní můstek

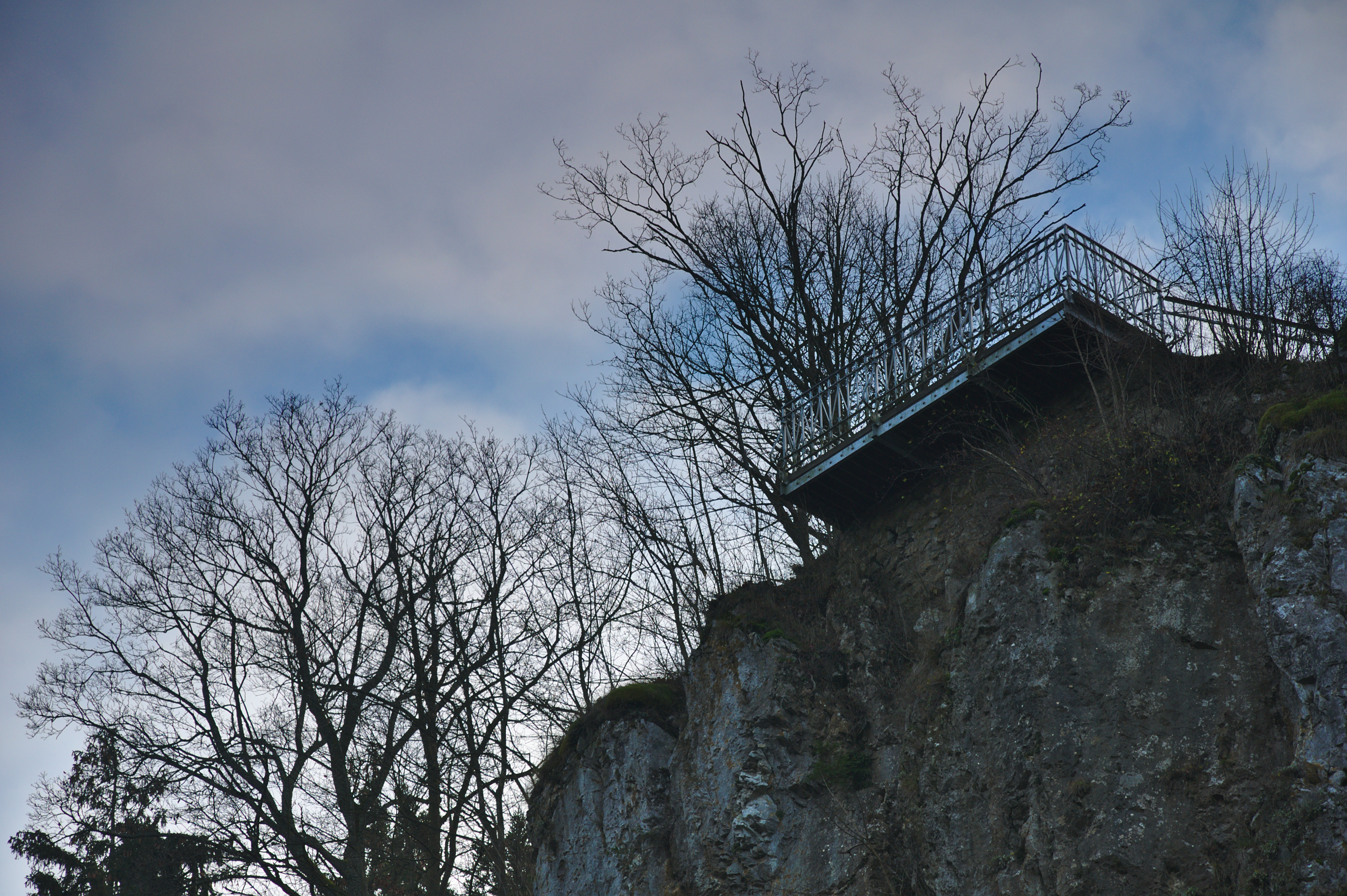
Horní můstek z dolního můstku

Na nejvyšším místě propasti stával od počátku 19. století dřevěný gloriet, který byl roku 1882 nahrazen železným můstkem z blanenských Salmových železáren.
Můstek získal roku 1882 pojmenování Ripka Warte, podle brněnského průmyslníka, politika a organizátora turistického ruchu Adolfa Ripky (1812–1884).

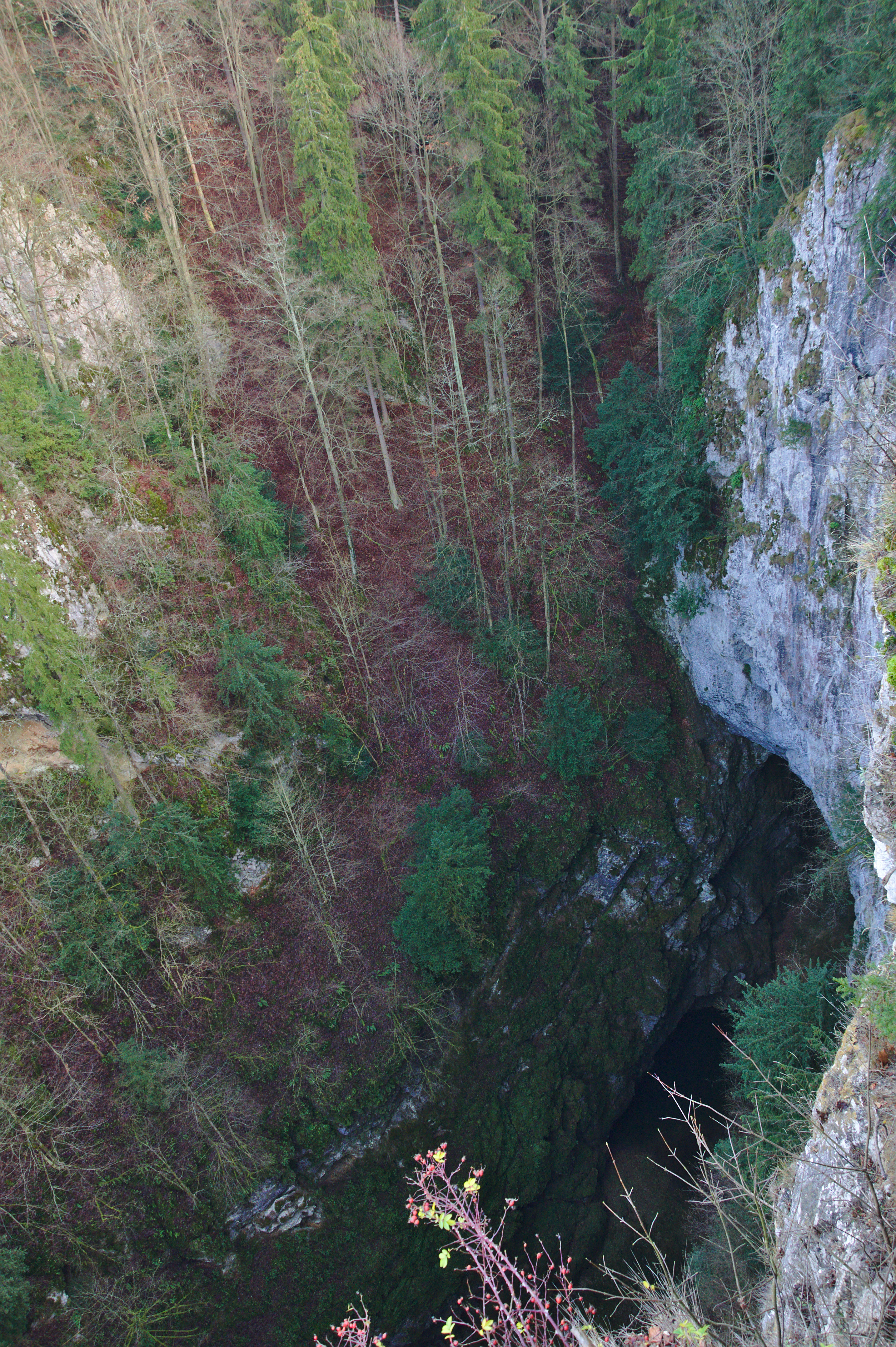
Pohled z horního můstku

Můstek byl vždy celoročně přístupný. Původně patřil klubu turistů, roku 1945 přešel na stát, do správy jej pak dostala státní Správa jeskyní Moravského krasu. Ta jej v červnu 2007 nákladem necelých 400 tisíc Kč opravila. Pozemky (dno Macochy a přístupovou cestu) získala po roce 1989 obec v rámci vracení historického majetku obcí, věcné břemeno k zajištění průchodu však zapsáno nebylo.
Obec Vilémovice vybírala vstupné na horní můstek již za první republiky. V polovině 20. století vybíráním vstupného na můstek vydělala na plynofikaci obce, poté od vybírání vstupného ustoupila. Později obec požadovala, aby do její obecní pokladny plynula část peněz z turistického ruchu, který se odehrává na sousedních pozemcích, které jsou ve vlastnictví Lesů ČR, Správy jeskyní Moravského krasu (parkoviště) či soukromých osob. Poté, co se se správou jeskyní nedohodla na právu průchodu, v roce 2008 cestu i dno propasti pronajala na 50 let podnikateli Jiřími Tichopádovi za 100 tisíc Kč ročně. Ten požadoval od Správy jeskyní kompenzaci za průchod návštěvníků přes jeho pozemky a když nebylo jeho žádosti vyhověno, od 1. května 2008 či od poloviny dubna 2008 krátce za vstup na můstek prostřednictvím výběrčího doprovázeného ochrankou vybíral vstupné, poté vedl spor se Správou jeskyní Moravského krasu o vlastnictví můstku a na dobu jednání vybírání poplatku přerušil. Klub českých turistů vyzýval k neplacení poplatku. Krajský úřad Jihomoravského kraje označil vybírání poplatku za nezákonné a zaslal obci Vilémovice výzvu, aby jako příslušný silniční správní úřad zahájila správní řízení ve věci podezření ze spáchání správního deliktu proti zákonu o pozemních komunikacích spočívajícího v neoprávněném vybírání poplatku za užívání. Tichopád zastával názor, že tato cesta není pozemní komunikací, Správa jeskyní Moravského krasu uvádí, že tato část parcely je evidována jako veřejná cesta. V roce 2010 hodlal Jiří Tichopád zahradit přístup k můstku, opětovně zavést vstupné a zavést provozní řád, podle nějž by přístup na můstek reguloval hlídač, který by dohlížel i na chování návštěvníků. 30. dubna 2011 začal podnikatel opět vybírat vstupné za průchod k můstku 20 Kč za dospělého a 10 Kč za dítě. Vedoucí Správy jeskyní Moravského krasu Jiří Hebelka považoval vybírání za neoprávněné a oznámil, že se věcí budou zabývat jejich právníci. K ukončení vybírání vstupného došlo k 1. 9. 2011, kdy se správa jeskyní dohodla s vedením obce, že Vilémovice Jiřímu Tichopádovi už pozemky pronajímat nebudou a vybírání vstupného skončí. Na oplátku bude obec Vilémovice participovat na ziscích z turistického ruchu na Macoše. V roce 2011 byly při Horním můstku nainstalovány kamery.

### Dolní můstek

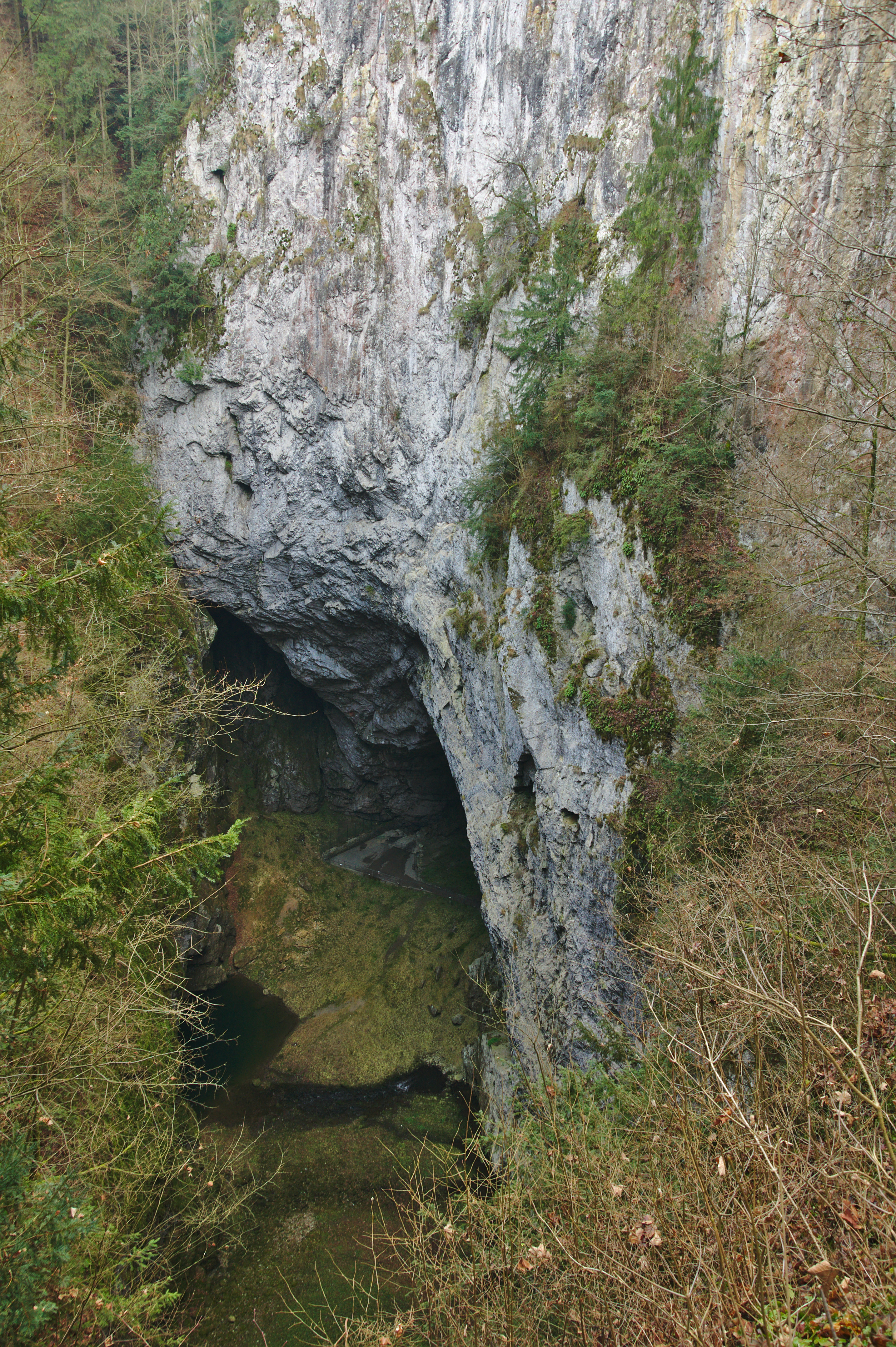
Pohled na dno z dolního můstku

Původní dřevěný můstek nahradil železným odbor KČT Brno roku 1899 nákladem 800 zlatých. Byl opatřen výběžkem s padacími dvířky, ke kterému byl roku 1913 instalován železný žebřík až na dno Macochy (žebřík byl roku 1933 demontován). V roce 1911 vyvrcholili spory s obcí Vilémovice smírem, kdy obec KČT na základě rozhodnutí Nejvyššího soudu uznala majitelem Dolního můstku za roční náhradu 150 K. S menšími úpravami byl můstek v provozu až do roku 2000, kdy byl ve špatném technickém stavu a musel být demontován. Nový opravený můstek byl otevřen roku 2001.

## Turistická chata

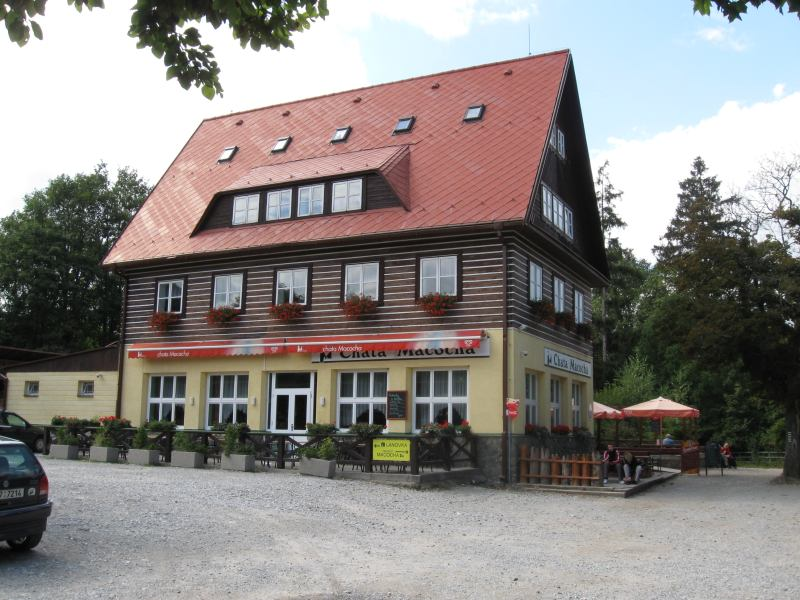
Chata Macocha

V roce 1894 byla zásluhou Adolfa Podroužka, který sám vykonal tři sestupy do Macochy, postavena turistická chata Klubu českých turistů, zvaná „Útulna“. Otevřena byla 25. srpna 1895. Tato chata však počátkem 20. století vyhořela a tak byla postavená nová. Vzhledem k tomu, že se tehdy Moravskému krasu říkalo „Moravské Švýcarsko“, jednalo se o styl švýcarské chaty. Chata Macocha byla v roce 1996 zrekonstruována a modernizována.

## Salmova stezka
Stezku nechal koncem 19. století zbudovat hrabě Hugo Salm-Reifferscheidt. Vzhledem k velkému převýšení a skalnatému terénu musely být některé její části vytesány do skály. Karel Absolon uvádí, že roku 1898 byly při vybírání kamene na stavbu Salmovy stezky objeveny dvě propasti, které byly nazvány Koudelkovými. Stezka je dlouhá asi 1 km a vede od propasti Macocha do Pustého žlebu do lokality „Pod Salmovkou“, která leží cca 600 m od Punkevních jeskyní.

## Květena
Ve stěně propasti roste glaciální relikt kruhatky Mattioliho.